# Gouvernement Gruevski I
Pour les articles homonymes, voir Gouvernement Gruevski.
République de Macédoine
Bučkovski Gruevski II
Le gouvernement Gruevski I (en macédonien : Прва влада на Груевски) est le gouvernement de la république de Macédoine entre le 28 août 2006 et le 26 août 2008, durant la cinquième législature de l'Assemblée.

## Coalition et historique
Dirigé par le nouveau président du gouvernement conservateur Nikola Gruevski, ce gouvernement est constitué et soutenu par une coalition gouvernementale entre l'Organisation révolutionnaire macédonienne intérieure - Parti démocratique pour l'Unité nationale macédonienne (VMRO-DPMNE), le Parti démocratique des Albanais (PDSh/DPA) et le Nouveau Parti social-démocrate (NSDP). Ensemble, ils disposent de 63 députés sur 120, soit 52,5 % des sièges de l'Assemblée.
Il est formé à la suite des élections législatives du 5 juillet 2006 et succède au gouvernement du social-démocrate Vlado Bučkovski, constitué et soutenu par une coalition entre l'Union sociale-démocrate de Macédoine (SDSM), l'Union démocratique pour l'intégration (BDI/DUI) et le Parti libéral-démocrate (LDP). Lors du scrutin, les partis au pouvoir font jeu égal avec les conservateurs, qui rallient toutefois le PDSh/DPA et le NSDP.
En avril 2008, le gouvernement décide de dissoudre l'Assemblée à la suite du départ de la coalition du parti albanais et du rejet de la candidature macédonienne à l'OTAN faute d'un accord avec la Grèce sur le nom du pays. Aux élections législatives anticipées du 1er juin 2008, la coalition emmenée par la VMRO-DPMNE remporte la majorité absolue. S'associant avec la BDI/DUI, elle forme le gouvernement Gruevski II.

## Composition
| Portefeuille                                                                                    | Titulaire | Titulaire                               | Parti      |
| ----------------------------------------------------------------------------------------------- | --------- | --------------------------------------- | ---------- |
| Président du gouvernement                                                                       |           | Nikola Gruevski                         | VMRO-DPMNE |
| Vice-président du gouvernement Chargé des Affaires économiques                                  |           | Zoran Stavreski                         | VMRO-DPMNE |
| Vice-président du gouvernement                                                                  |           | Živko Jankulovski                       | NSDP       |
| Vice-président du gouvernement Chargé de l'Intégration européenne                               |           | Gabriela Konevska                       | VMRO-DPMNE |
| Vice-président du gouvernement Chargé de l'Application des accords d'Ohrid Ministre de la Santé |           | Imer Selmani                            | PDSh/DPA   |
| Ministre des Affaires étrangères                                                                |           | Antonio Milošoski                       | VMRO-DPMNE |
| Ministre de l'Intérieur                                                                         |           | Gordana Jankulovska                     | VMRO-DPMNE |
| Ministre de la Défense                                                                          |           | Laze Elenovski                          | NSDP       |
| Ministre de la Justice                                                                          |           | Mihajlo Manevski                        | VMRO-DPMNE |
| Ministre des Finances                                                                           |           | Trajko Slavevski                        | VMRO-DPMNE |
| Ministre de l'Économie                                                                          |           | Vera Rafajlovska                        | NSDP       |
| Ministre du Travail et de la Politique sociale                                                  |           | Ljupčo Meškov                           | LPM        |
| Ministre des Transports et des Communications                                                   |           | Mile Janakieski                         | VMRO-DPMNE |
| Ministre de l'Agriculture                                                                       |           | Ace Spassenovski                        | SPM        |
| Ministre des Affaires locales                                                                   |           | Zoran Konjanovski (jusqu'au 18/06/2007) | VMRO-DPMNE |
| Ministre des Affaires locales                                                                   |           | Abduraman Memeti                        | PDP        |
| Ministre de l'Éducation et de la Science                                                        |           | Sulejman Rušiti                         | PDSh/DPA   |
| Ministre de la Culture                                                                          |           | Ilirjan Bekiri                          | PDSh/DPA   |
| Ministre de l'Environnement                                                                     |           | Imer Aliu                               | PDSh/DPA   |